# Eumaeus godartii
Eumaeus godartii är en fjärilsart som beskrevs av Jean Baptiste Boisduval 1870. Eumaeus godartii ingår i släktet Eumaeus och familjen juvelvingar. Inga underarter finns listade i Catalogue of Life.